# Callianthe inaequalis
Callianthe inaequalis är en malvaväxtart som först beskrevs av Heinrich Friedrich Link och Otto, och fick sitt nu gällande namn av Donnell. Callianthe inaequalis ingår i släktet Callianthe och familjen malvaväxter. Inga underarter finns listade i Catalogue of Life.